# Heteronarce
Heteronarce – rodzaj ryb chrzęstnoszkieletowych z rodziny Narkidae.

## Rozmieszczenie geograficzne
Do rodzaju należą gatunki występujące w wodach zachodniego i północno-zachodniego Oceanu Indyjskiego.

## Morfologia
Długość ciała do 25 cm.

## Systematyka
Rodzaj zdefiniował w 1921 roku brytyjski ichtiolog Charles Tate Regan w artykule poświęconym nowym rybom z głębokich wód u wybrzeży Natalu opublikowanym w czasopiśmie The Annals and magazine of natural history. Gatunkiem typowym jest (późniejsze oznaczenie) H. garmani.

### Etymologia
Heteronarce: gr. ἑτερος heteros ‘różny, inny’; rodzaj Narcine Henle, 1834.

### Podział systematyczny
Do rodzaju należą następujące gatunki:
- Heteronarce bentuviai (Baranes & Randall, 1989)
- Heteronarce garmani Regan, 1921
- Heteronarce mollis (Lloyd, 1907)